# Чарторыйский, Казимир
Князь Казимир Чарторыйский (4 марта 1674 — 13 августа 1741) — государственный деятель Великого княжества Литовского и Речи Посполитой, ординат на Клевани и Жукове (1692—1741), подчаший великий литовский (1699—1707, 1709—1712), подскарбий великий литовский (1707—1709), подканцлер литовский (1712—1724), каштелян виленский (1724—1741), староста кременецкий, велижский и усвятский. Дед последнего польского короля Станислава II Августа.

## Биография
Представитель знатного и богатого княжеского рода Чарторыйских. Единственный сын воеводы волынского, брацлавского и сандомирского князя Михаила Ежи Чарторыйского (1621—1692) от третьего брака с Яной Вероникой Олендской. В 1692 году после смерти своего отца Казимир Чарторыйский, унаследовал его владения, стал новым правителем Клевани и Жукова.
В 1696—1697 годах во время бескоролевья поддерживал кандидатуру французского принца Франсуа Людовика де Конти на польский королевский престол. В 1699 году получил должность подчашего великого литовского. В 1706 году перешел на сторону Станислава Лещинского, от которого в 1707 году получил чин подскарбия надворного литовского. В 1709 году после поражения Станислава Лещинского и возвращения Августа II Сильного Казимир Чарторыйский лишился должности подскарбия великого литовского, но ему был возвращён чин подчашего. В 1712—1724 годах — подканцлер великий литовский, в 1724 году был назначен каштеляном виленским.
В 1733 году после смерти Августа II Сильного каштелян виленский князь Казимир Чарторыйский вновь поддержал кандидатуру Станислава Лещинского на польский престол. Попал в плен к Августу III и примирился с ним. В 1730-х годах князь Казимир Чарторыйский создал магнатскую партию Чарторыйских и связанных с ними дворянских родов («Фамилию»), которая рассчитывала при помощи России добиться верховной власти в Речи Посполитой.
В 1730 году был награждён орденом Белого Орла.

## Семья
В 1693 году князь Казимир Чарторыйский женился на Изабелле Эльжбете Морштын (1671—1758), дочери подскарбия великого коронного Яна Анджея Морштын (1621—1693) и Екатерины Гордон (ум. 1691), дочери полковника польской армии Генрика Гордона. Дети:
- Михаил Фредерик Чарторыйский (1696—1775), подстолий великий литовский (1720—1722), каштелян виленский (1722—1724), подканцлер литовский (1724—1752), канцлер великий литовский (1752—1775)
- Август Александр Чарторыйский (1697—1782), воевода русский (1732—1781), генеральный староста Подольской земли (1750—1758)
- Констанция Чарторыйская (1700—1759), жена каштеляна краковского Станислава Понятовского и мать последнего польского короля Станислава Августа Понятовского
- Людвика Эльжбета Чарторыйская (1703—1745)
- Теодор Казимир Чарторыйский (1704—1768), епископ познанский (1739—1768)